# Cláudio Heinrich
Cláudio Heinrich Meier (Rio de Janeiro, 20 novembre 1972) è un attore, artista marziale e conduttore televisivo brasiliano.
Ha lavorato spesso con Xuxa sia nei suoi show che al cinema.

## Biografia
Heinrich proviene da una coppia di origini svizzere. La sua prima esperienza nel mondo dello spettacolo risale al 1988: a sedici anni egli era infatti uno dei Paquitos nello show Xou da Xuxa. 
Nel 1990 ha debuttato come attore in un film. Successivamente ha iniziato a praticare il ju jitsu brasiliano, diventando quindi artista marziale professionista. Heinrich ha finito per affiancare la carriera sportiva alla sua attività di attore cinematografico e televisivo. Oltre al ju jitsu, di cui è diventato istruttore nel 2014 ancora in pieno agonismo, Heinrich pratica judo, kung fu, kitesurfing e windsurf. 
Nel 2000 è stato uno degli attori principali della telenovela Uga-Uga, fortunatissima produzione di TV Globo, che gli ha garantito un enorme successo personale. . Per l'emittente carioca ha lavorato anche in altre telenovelas e condotto numerose edizioni del programma Globo Ecologia. In seguito è passato a Rede Record, dove ha consolidato la propria fama con nuove prove in telenovelas.
Nel 2015 ha vinto la medaglia d'argento al campionato nazionale nella categoria cintura nera del ju-jitsu brasiliano. 

## Vita privata
Dal 2014 è sposato con Claudia Colpo. La coppia, che vive a Rio, non ha figli.